# Tobias Schiff
Tobias Schiff (Polen, 1925 - Brussel, 19 januari 1999) is een Pool-Belgische Jood, getuige en overlever van de concentratiekampen en schrijver. Hij is de schrijver van het boek terug op de plaats die ik nooit heb verlaten, wat een tijdlang verplichte literatuur was op middelbare scholen in Vlaanderen.

## Biografie
In 1926 verhuist de vader van Tobias Schiff naar Antwerpen om er aan de slag te gaan als diamantkliever.  In 1928 komt de rest van de familie over. Op 28 augustus 1942 werd Tobias gedeporteerd. Hij verblijft er in meerdere concentratiekampen, waaronder Auschwitz. Op 25 april 1945 kwam hij, na zijn bevrijding, terug aan in Antwerpen om er een fotowinkel te openen.
Hij getuigt meerdere jaren voor scholen en zijn verhaal schreef hij ook in het boek Terug op de plaats die ik nooit heb verlaten.

## Erkenning
- prestigieuze prijs van de Vlaamse Gemeenschap.[3]

- Gemeinsame Normdatei: 124313744
- International Standard Name Identifier: 0000 0000 6653 5295
- Library of Congress Control Number: nr97038926
- Nationale Bibliotheek van Israël: 987007267616405171
- Nederlandse Thesaurus van Auteursnamen: 162939841
- Système universitaire de documentation: 052559521
- Virtual International Authority File: 10014567